# Loris Vergier
Loris Vergier (Cagnes-sur-Mer, 7 de mayo de 1996) es un deportista francés que compite en ciclismo de montaña en la disciplina de descenso.
Ganó dos medallas en el Campeonato Mundial de Ciclismo de Montaña, en los años 2022 y 2024, y una medalla de oro en el Campeonato Europeo de Ciclismo de Montaña de 2021.

## Medallero internacional
| Campeonato Mundial | Campeonato Mundial    | Campeonato Mundial | Campeonato Mundial |
| Año                | Lugar                 | Medalla            | Competición        |
| ------------------ | --------------------- | ------------------ | ------------------ |
| 2022               | Les Gets (Francia)    | Medalla de bronce  | Descenso           |
| 2024               | Pal Arinsal (Andorra) | Medalla de oro     | Descenso           |
| Campeonato Europeo |                       |                    |                    |
| Año                | Lugar                 | Medalla            | Competición        |
| 2021               | Maribor (Eslovenia)   | Medalla de oro     | Descenso           |